# Mr.Children 30th Anniversary Tour 半世紀へのエントランス
『Mr.Children 30th Anniversary Tour 半世紀へのエントランス』（ミスター・チルドレン・サーティース・アニヴァーサリー・ツアー はんせいきへのエントランス）は、日本のバンド・Mr.Childrenの26作目の映像作品。2023年1月25日にトイズファクトリーよりBlu-ray DiscとDVDで発売された。

## リリース・音楽性
Blu-ray DiscとDVDの2形態で発売。Blu-rayは2枚組、DVDは4枚組。三方背ボックス、2デジパック仕様となっており、96ページのフォトブックおよび鹿野淳によるライナーノーツが封入されている。また、初回購入特典としてステッカーが付属された。
Mr.Childrenのメジャー・デビュー30周年を記念して開催されたドーム・スタジアムツアー『Mr.Children 30th Anniversary Tour 半世紀へのエントランス』のうち、ツアー最終日となる2022年6月19日に行なわれた大阪・ヤンマースタジアム長居公演およびメジャー・デビュー30周年記念日でもある5月10日に行なわれた東京ドーム公演のライブの模様を収録している。監督は稲垣哲朗 (KITE Inc.) が務めた。
Mr.Childrenの映像作品としては、前作『Mr.Children Dome Tour 2019 Against All GRAVITY』以来約3年ぶりとなるリリース。
本作発売発表と同時に、東宝配給映画『Mr.Children「GIFT for you」』が2022年12月30日に公開されることが発表。映画でも本作に収録されている映像が使用された。
発売に合わせ、本作に収録されているスタジアム公演の「口笛」「フェイク」「GIFT」「HANABI」の映像およびドーム公演の「youthful days」「Over」の映像がMr.Childrenの公式YouTubeチャンネルにアップロードされた
。
2025年4月18日、25日の2日間に渡り、本作に収録されているヤンマースタジアム長居公演のライブ映像がMr.Childrenの公式YouTubeチャンネルで前編、後編に分けプレミア公開され、共に5月1日まで期間限定公開された。

## アートワーク
本作のアートディレクターは森本千絵が担当。森本は「背に! 穴が開いてます! パッケージのエントランスです」「エントランスの先に音色がぎゅっと広がるように、大変こだわった贅沢なパッケージデザインです」とコメントしている。

## チャート成績
初週でDVD約3.8万枚、Blu-ray Disc約7.0万枚を売り上げ、2023年2月6日付のオリコン週間DVDランキングおよび週間Blu-rayランキングでともに初登場1位を獲得。Mr.Childrenとしては前々作『Mr.Children Tour 2018-19 重力と呼吸』以来となる通算13作目の週間DVDランキング1位、通算7作目の週間Blu-rayランキング1位となった。音楽作品のDVDとBlu-rayを合計した「オリコン週間ミュージックDVD・Blu-rayランキング」でも約10.8万枚を売り上げ初登場1位となり、同じく『Mr.Children Tour 2018-19 重力と呼吸』以来となる通算3作目の映像3部門同時1位を達成した。
本作発売翌週となる2月13日付のオリコン週間Blu-rayランキングでは、0.5万枚を売り上げ1位を記録。2週連続の同ランキング1位獲得となった。また、2023年度オリコン年間DVDランキングでは7位にランクインした。

## 出演
- Mr.Children
  - 桜井和寿：Vocal & Guitar
  - 田原健一：Guitar
  - 中川敬輔：Bass
  - 鈴木英哉：Drums
- SUNNY：Keyboards & Chorus

## 収録内容

### Blu-ray Disc 1, DVD Disc 1～2
Mr.Children 30th Anniversary Tour 半世紀へのエントランス - 2022.6.19 YANMAR STADIUM NAGAI - 完全版
1. OPENING
  - 開演前にBGMとして「優しい歌」のストリングス・バージョンが流れる[22]。本音源は四家卯大（チェロ）、沖祥子（ヴァイオリン）、下川美帆（ヴァイオリン）、菊地幹代（ヴィオラ）の演奏によるもの。
  - オープニング映像では、ベスト・アルバム『Mr.Children 2011-2015』『Mr.Children 2015-2021 & NOW』のアートワークをモチーフとした「エントランス映像」や、これまでのMr.Children作品のジャケットやミュージック・ビデオ、ライブ映像などが使用された[22]ほか、「memories」の音源も使用された。オープニング映像の監督は児玉裕一が、クリエイティブ・ディレクターは森本千絵が務めた。
2. 終わりなき旅
  - アウトロのアレンジが変更され、SUNNYのピアノとともにMCが行なわれた[23]。
3. 名もなき詩
  - 冒頭の2曲は、野外で日が落ちておらず照明が効かない中でライブがスタートすることを考え選曲したといい、桜井和寿は「その楽曲とメンバーのサウンド自体で圧倒できる曲をって思ったらその2曲だったんですよね。1曲目から本当に心の底から来てよかったって思ってもらえるような、そういう圧倒的なものにしたかったから」と振り返っている[24]。
4. 海にて、心は裸になりたがる
  - ライブスクリーン映像の監督は守崎梢子 (UPAN inc.) が務めた[25]。
5. シーソーゲーム 〜勇敢な恋の歌〜
  - イントロでMCが行なわれた。
6. innocent world
  - キーを半音下げて演奏された。
  - イントロでMCが行なわれた。
7. 〈MC〉
8. 彩り
  - キーを半音下げて演奏された。
9. 口笛
  - 曲前にMCが行なわれた。
10. 〈MC〉
  - 桜井、田原健一、SUNNYの3人がセンターステージへ移動[26]。
11. 車の中でかくれてキスをしよう
  - センターステージで、桜井、田原、SUNNYの3人のみによる演奏[26]。
12. 〈MC〉
  - 中川敬輔と鈴木英哉がセンターステージに合流[27]。
13. Sign
  - センターステージでの演奏[27]。
  - 演奏後にSEが流れ、5人全員がメインステージへ移動[22]。
14. タガタメ
15. Documentary film
  - 演奏後、次曲に繋がるSEが流れる。
16. DANCING SHOES
  - ライブスクリーン映像の監督は半崎信朗が務めた。
17. LOVEはじめました
18. フェイク
19. ニシエヒガシエ
20. Worlds end
  - DVDではここまでがDisc 1となっている。
21. 〈MC〉
22. 永遠
23. others
24. 〈SE〉
25. Tomorrow never knows
26. 光の射す方へ
27. fanfare
  - キーを半音下げて演奏された。大サビの一部が省略されている。
28. エソラ
  - イントロでMCが行なわれた。
29. 〈MC〉
30. GIFT
  - キーを半音下げて演奏された。
31. 〈ENCORE〉/〈MC〉
32. HANABI
  - キーを半音下げて演奏された。
33. 〈MC〉
34. 生きろ
  - 当時の最新曲であり、桜井曰く「今の僕らを最後に見せて終わりたい」という思いで選曲された[28]。
35. ENDROLL
  - BGMは「優しい歌」のストリングス・バージョンと「永遠」。
  - エンドクレジット後、2022年12月30日に公開された東宝配給映画『Mr.Children「GIFT for you」』で使用された「君と重ねたモノローグ」の撮り下ろし映像が収録されている。

### Blu-ray Disc 2, DVD Disc 3～4
Mr.Children 30th Anniversary Tour 半世紀へのエントランス - 2022.5.10 TOKYO DOME - 完全版
1. OPENING
  - 『Mr.Children 30th Anniversary Tour 半世紀へのエントランス - 2022.6.19 YANMAR STADIUM NAGAI - 完全版』同様、「優しい歌」のストリングス・バージョンとオープニング映像が流れる。
2. Brand new planet
3. youthful days
  - イントロでMCが行なわれた。
  - ドーム公演では、本楽曲と「箒星」「PADDLE」のいずれかが日替わりで演奏された。
4. 海にて、心は裸になりたがる
5. シーソーゲーム 〜勇敢な恋の歌〜
  - イントロでMCが行なわれた。
6. innocent world
  - キーを半音下げて演奏された。
  - イントロでMCが行なわれた。
  - ドーム公演では、本楽曲と「シーソーゲーム 〜勇敢な恋の歌〜」のいずれかが日替わりで演奏されたが、東京ドーム公演のみ両曲とも演奏された[29]。
7. 〈MC〉
8. Over
  - キーを半音下げて演奏された。
  - バンドとしては『ap bank fes '05』以来約17年ぶりに演奏され、バンドとしての演奏が映像化されるのは本作が初となった。
  - ドーム公演では、本楽曲と「Replay」「LOVE」のいずれかが日替わりで演奏された。
9. Any
  - ライブスクリーン映像の監督は守崎が務めた[25]。
10. 〈MC〉
  - メンバー4人とSUNNYがセンターステージへ移動[30]。
11. くるみ
  - センターステージでの演奏[30]。
  - キーを半音下げて演奏された。
12. 僕らの音
  - センターステージでの演奏[30]。
  - ドーム公演では、本楽曲と「Drawing」のいずれかが日替わりで演奏された。
  - 演奏後にSEが流れ、5人全員メインステージへ移動[30]。
13. タガタメ
14. Documentary film
  - 演奏後、次曲に繋がるSEが流れる。
15. DANCING SHOES
16. ロックンロールは生きている
  - ドーム公演では、本楽曲と「LOVEはじめました」のいずれかが日替わりで演奏された。
17. ニシエヒガシエ
  - ドーム公演では、本楽曲と「フェイク」のいずれかが日替わりで演奏された。
18. Worlds end
  - DVDではここまでがDisc 3となっている。
19. 〈MC〉
20. 永遠
21. others
22. 〈SE〉
23. Tomorrow never knows
24. fanfare
  - キーを半音下げて演奏された。大サビの一部が省略されている。
  - ドーム公演では、本楽曲と「Dance Dance Dance」のいずれかが日替わりで演奏された。
25. エソラ
  - イントロでMCが行なわれた。
26. 〈MC〉
27. GIFT
  - キーを半音下げて演奏された。
28. 〈ENCORE〉/〈MC〉
29. Your Song
  - キーを半音下げて演奏された。桜井による弾き語り[31]。
30. 〈MC〉
31. 生きろ
  - 演奏後、エンドクレジットとともにライブのエンディングの映像が流れる。BGMは「優しい歌」と「Simple」のストリングス・バージョン。「Simple」はこの日のみ流されたもので、本楽曲の演奏も四家、沖、下川、菊地によるものである。
  - エンドクレジット後に本作の『Mr.Children 30th Anniversary Tour 半世紀へのエントランス - 2022.6.19 YANMAR STADIUM NAGAI - 完全版』の予告編が流れる。